# Alter Friedhof (Ostbevern)

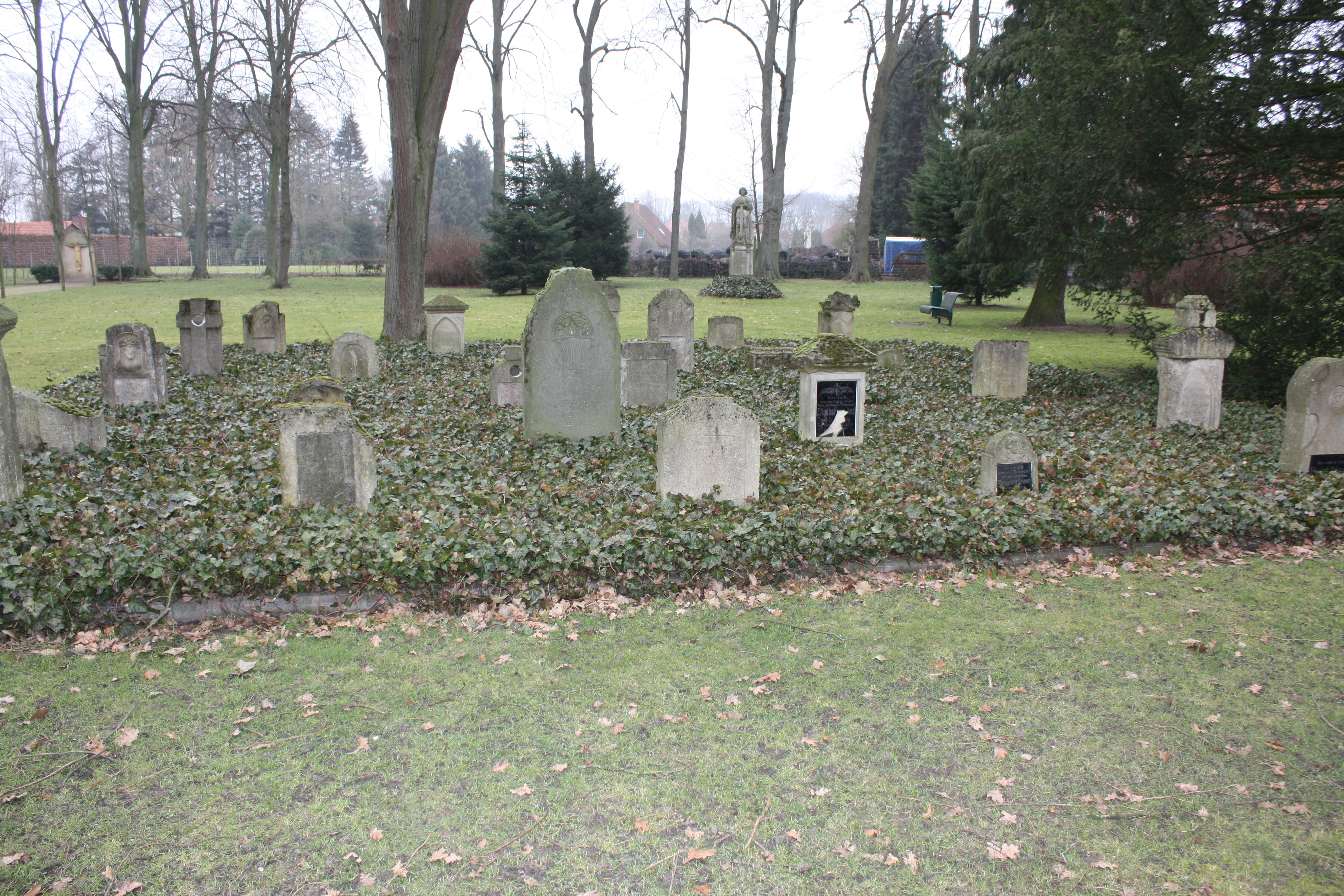
Alter Friedhof in Ostbevern

Der alte Friedhof ist ein stillgelegter Friedhof in Ostbevern, der heute als Gedenkpark genutzt wird.

## Geschichte
Der Friedhof wurde im Jahre 1815 am Ortsausgang an der Bahnhofstraße neben der Schmiede Horstmann-Dertenkötter angelegt. Als Friedhof der katholischen Pfarrgemeinde wurde er bis in die 1930er Jahre genutzt. Danach entstand ein neuer Friedhof an der Westbeverner Straße und nur vereinzelt fanden noch Beerdigungen statt. Im April 1945 wurde auf dem Gelände die Kriegsgräberstätte Ostbevern angelegt, die für 33 in den Kämpfen um Ostbevern in der Nacht vom 3. auf den 4. April 1945 gefallene und in einen Bombentrichter verscharrte Soldaten bestimmt war. 1976 wurde der Friedhof aufgelassen und von der Pfarrgemeinde der politischen Gemeinde übergeben. Die Gräber wurden eingeebnet und es entstand ein Ehrenmal für die Gefallenen. Im Jahre 2003 wurde das Kriegerdenkmal des Ersten Weltkrieges auf dem Gelände erneut errichtet. 26. April 2015 wurde mit Unterstützung des Volksbundes Deutsche Kriegsgräberfürsorge, des Lions Club Ostbevern sowie verschiedener Firmen und Unternehmen des Ortes eine Gedenkstele aus Cortenstahl, die mit dem Ausspruch Pax optima rerum aufgestellt. Auf ihr sind die Namen von 346 Ostbeveraner Bürgern, die im Ersten und Zweiten Weltkrieg sowie im Deutsch-Französischen Krieg, im amerikanischen Bürgerkrieg und im Befreiungskrieg 1815 zu Tode kamen, aufgelistet.